# Biker Mice from Mars (serie animata 2006)
Biker Mice from Mars, prodotta nel 2006, è una serie televisiva d'animazione sequel di Biker Mice da Marte del 1993; l'autore è, come per la precedente serie, Rick Ungar. La serie è stata trasmessa in prima visione italiana da Italia 1 a partire da domenica 24 agosto 2008 alle ore 10:00. La sigla italiana è cantata da Antonio Divincenzo.

## Trama
Dalla fine del primo cartone è trascorso qualche anno: i topi marziani hanno cacciato i Plutarchiani, ma il pianeta rosso è di nuovo sotto assedio, da parte del pianeta Gattonia, i cui abitanti vogliono fare di Marte una grande lettiera. Per consentire la creazione di acqua a beneficio di tutti i marziani, è necessario un rigeneratore apposito: necessitando questo di idrocarburi per funzionare, i tre topi protagonisti, Sterzo, Turbo e Pistone, accompagnano sulla Terra il loro mentore Carbonio (del quale prima credevano erroneamente che stesse lavorando per il nemico) per attingere al materiale necessario a costruire lo strumento.
La nave dei marziani è fermata dal comandante dei Gattoniani, Cataclisma, che fa prigioniero Carbonio per avere un rigeneratore da usare su Gattonia. Lo scienziato marziano fugge sulla Terra e cerca di ricostruire la sua macchina e riprendere i contatti con i Biker Mice (il che gli è complicato dal fatto che lavorare con gli elementi necessari al rigeneratore lo ha reso un mutante, che diventa una specie di "ratto mannaro" appena si espone alla luce del sole). I tre motociclisti invece, fuggiti indipendentemente da lui, incontrano di nuovo Charley, che si offre di accompagnarli in un lungo viaggio negli Stati Uniti alla ricerca di Carbonio. Mentre il generale Rubinia guida i Combattenti per la Libertà su Marte, Cataclisma si mette alla ricerca di Carbonio e riprende i contatti con Ronaldo Rump, uno squinternato miliardario che sta beneficiando di un rigeneratore: dal miliardario Cataclisma vuole i mezzi per scovare Carbonio e rintracciare il materiale necessario alla costruzione della macchina, e promette a Rump un altro rigeneratore in cambio.
A metà del cartone e verso la fine dello stesso riappaiono anche Limburger e i suoi uomini, che il presidente di Plutarco ha ormai scacciato sulla Terra per il fallimento delle razzie del pianeta azzurro.

## Episodi
1. L'avventura ha inizio (The Adventure Begins - Part 1)
2. Ritorno sulla Terra (The Adventure Begins - Part 2)
3. L'invasione britannica (The British Invasion)
4. Mutazioni (Changes)
5. Una dolce trappola per topi (The Tender Mouse Trap)
6. Gara tra campioni (Between Rump And A Hard Place)
7. Biker Mice in Australia (Biker Mice Down Under)
8. Scuola guida (Driver's Ed)
9. Gatte mutanti (New Cats In Town)
10. L'abominevole yeti (The Hairy A-Bomb)
11. Charley sotto ipnosi (Manchurian Charley)
12. La miniera (It's The Pits)
13. Il siero della giovinezza (Bringing Up Vinnie)
14. Attenti alla spia (Carbine's Conundrum)
15. Lo smemorato (Rumpity-Dumpster)
16. Viaggio nello spazio (Surfer Cats Of Saturn)
17. La vendetta del vigilante (Vigilante Vengeance)
18. Il mondo digitale (Cyber Mice From Mars)
19. La separazione (Break Up)
20. Giudice per un giorno (Here Come The Judge)
21. Pirati dello spazio (Swimming With Sharks)
22. Amnesia (Desperado)
23. Operazione codice verde (First Mice On The Moon)
24. Gatto e topo (Cat And Mouse)
25. C'era una volta sulla Terra (Once Upon A Time On Earth - Part 1)
26. La miniera di sale (Once Upon A Time On Earth - Part 2)
27. Il piano finale (Once Upon A Time On Earth - Part 3)
28. La ragazza venuta dal passato (Turf Wars)

## Doppiaggio italiano
- Gianluca Iacono: Sterzo
- Simone D'Andrea: Turbo
- Marco Balzarotti: Pistone
- Alessandra Karpoff: Charlene "Charley" Davidson
- Paola della Pasqua: Carabina/Rubinia
- Claudio Moneta: Carbonio/"Tenebra"
- Raffaele Farina: Cataclisma
- Riccardo Rovatti: Ronaldo Rump

Il doppiaggio italiano è avvenuto presso Merak Film. 
La Direzione del doppiaggio è a cura di Sergio Romanò.